# Клюфас Олег Мирославович
Олéг Миросла́вович Клю́фас (9 червня 1980, с. Волостків, Яворівський район, Львівська область — 13 червня 2023, біля с. Роздолівка, Бахмутський район, Донецька область, Україна) — український філософ, поет-інноватор, перекладач, творець більш як 300 паліндромів.

## Життєпис
Олег Клюфас народився 9 червня 1980 року у с. Волостків Мостиського району (тепер Яворівський) у сім'ї вчителів.
Початкову та базову середню освіту здобув у Волостківській ЗОШ. У 1996 році закінчив Мостиську загальноосвітню середню школу № 1.
У 2001 році закінчив філософський факультет Львівського національного університету імені Івана Франка та отримав повну вищу освіту за спеціальністю "Філософія".
Брав активну участь у протестах «Україна без Кучми» у 2001 році, «Помаранчевій революції» у 2004 р. та «Революції Гідності» у 2013—2014 рр.
Жив і творив у Львові. Працював регіональним менеджером у видавництвах «Методика» та «Лінгвіст».
З початку повномасштабного вторгнення у 2023 році Олег добровільно вступив до лав 125-ої окремої бригади територіальної оборони ЗСУ, де у складі батальйону «Сихів» сумлінно й відповідально виконував обов'язки старшого навідника мінометного розрахунку. Мав позивний «Джаз».
Загинув 13 червня 2023 року під час виконання бойового завдання біля села Роздолівка на Донеччині.
9 червня Олегові виповнилося 43 роки.
Батько двох синів.

## Творчість
Олег писав поезію з кінця 1990-х, постійно експериментуючи з формами та створюючи нові сенси. Творив вірші з неологізмів під назвою «неохопія». Відомий як творець та генератор унікальних паліндромів #рак_літеральний. Також був співтворцем нового літературного жанру «жук поетичний». Перекладав пісні світової класики та сучасності з англійської, португальської, іспанської, італійської, грузинської, французької, литовської, польської, чеської, болгарської, угорської на українську та з української на інші мови.
Олег дуже любив співати. Був учасником співочої ватаги — гурту з дослідження української козацької пісні «Миклухо Маклай» та народної чоловічої хорової капели «Прометей» ЛНУ ім. Івана Франка.
Перебуваючи на війні, Олег продовжував популяризувати українську культуру, перекладаючи популярні народні та сучасні українські пісні англійською. Творив безперервно, буквально в бліндажах, паралельно працюючи над своїми творами й перекладами.

## Вшанування
• 1 жовтня 2024 р. у м. Мостиська відбулося урочисте відкриття живописного муралу, присвяченого Олегові Клюфасу, який створив художник Олесь Базюк.
Ось що говорить автор про його концепцію:
"Живописний мурал, далі — стінопис, пам'яті філософа, поета-новатора.
Композиційно портрет поділений на дві частини: одна сторона оповідає про поета новатора, друга — про захисника України.
Поділ-лінія — доля, яка спіткала багатьох захисників, поділ життя.
Розрив лінії, символ — драма нашого сьогодення, яка спіткала багато родин, з означенням року.
Даний стінопис не є окрасою міста, а є частиною історії Мостиськ та України загалом, тому ставитися до нього потрібно відповідно: він спонукає нас до глибшого розуміння свободи та її ціни.
Основне, що хотілося зобразити, — меседж в майбутнє, художня естетика, портретна схожість, впізнаваність, авторський текст, новаторство памʼяті героя без популізму і шароварщини".